# Lokoja

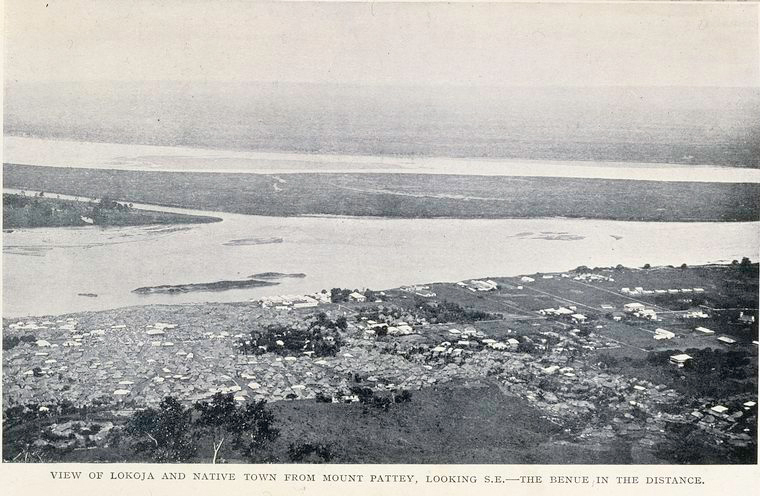

Lokoja – miasto i port rzeczny na zachodnim brzegu rzeki Niger w południowo-środkowej Nigerii. Stolica stanu Kogi. Według danych szacunkowych z 2020 roku liczy 692 tys. mieszkańców i jest jednym z najszybciej rozrastających się miast Afryki. Po połączeniu północnych i południowych protektoratów w jedną kolonię w 1914 r. stąd właśnie nią zarządzano.
Dzisiejsze miasto zostało założone przez szkockiego odkrywcę Williama Balfoura Baikie w 1857 roku, ale przez setki lat wcześniej obszar ten był domem dla różnych grup etnicznych, w tym ludu Joruba. Nowoczesne miasto jest ważnym portem handlowym dla bawełny, skóry, oleju palmowego i ziaren. Lokalnie produkuje się także ignamy, kukurydzę, fasolę. Na dużych targach sprzedawane są również ryby i orzechy shea.